# Abies densa
Abies densa là một loài thực vật hạt trần trong họ Thông. Loài này được Griff. miêu tả khoa học đầu tiên năm 1854.